# 凤凰全球连线
《凤凰全球连线》（英语：From Phoenix To The World），是香港凤凰卫视的一档新闻资讯及评论节目，现时安排在凤凰卫视中文台、欧洲台、美洲台、澳洲版、香港台播出。主持人为万俊、任韧、王峰、李科夫、楊舒。

## 冠名
- 2005年到2006年，本节目由tcl王牌独家赞助。
- 2007年到2008年，本节目由雙喜赞助。
- 2009年到2010年，本節目由紅牛贊助。
- 2010年到2013年，本节目由东风日产冠名赞助。2010年还连同泸州老窖赞助。
- 2014年至2018年，本节目由华夏幸福独家冠名赞助。
- 2020年2月至2021年和2022年至今，本节目由中国太平赞助。
- 2022年10月10日起，本節目正式改版。
- 其餘時間，本節目沒有任何冠名贊助商。

## 播出时间[1]
- 凤凰卫视中文台：香港时间周一至周五22：30-23：00首播（直播）；次日04：30-05：00、09：00-09：30重播。
- 鳳凰衛視香港台：香港时间周一至周五22：30-23：00首播（直播）；次日02：00-02：30重播。
- 凤凰卫视欧洲台：格林威治时间周二至周六02：35-03：00。
- 凤凰卫视美洲台：美国西岸时间周一至周五14：00-14：25[注 1]
- 凤凰卫视澳洲版：悉尼时间周二至周六05：00-05：25、11：35-12：00。

## 节目特色及内容
节目以全球连线，通过卫星、电话与全球各地的凤凰卫视记者、特约记者、评论员联络的形式，报道当日一条重大的世界新闻消息。一般情况下为三地连线，有时为四地连线。